# Stenåkern (naturreservat)
Stenåkern är ett naturreservat i Luleå kommun i Norrbottens län.
Området är naturskyddat sedan 1970 och är 0,4 kvadratkilometer stort. Reservatet ligger på centrala delen av Sandön i Lule skärgård och består av ett klapperstensfält som omges av gles tallskog.